# Горбачевский, Иван Яковлевич
Ива́н (Ян) Я́ковлевич Горбачевский (укр. Іван Якович Горбачевський; 15 мая 1854 — 24 мая 1942) — украинский химик, биохимик, гигиенист и эпидемиолог, общественно-политический деятель. Член Палаты господ Рейхсрата (1908—1918) и делегат Украинского национального совета ЗУНР (1918—1919), член Наивысшего государственного санитарного совета в Королевстве Богемия (1906—1917), министра без портфеля (1917—1918) и министр народного здоровья (1918) Цислейтании, почётный глава Комитета обороны Карпатской Украины. Действительный член Научного общества имени Тараса Шевченко (1899), Чешской академии наук и искусств (1912), академик Всеукраинской академии наук (1925), президент Украинского врачебного общества (1910—1942), ректор Карлового университета (1902—1903) и Украинского свободного университета (1923—1924, 1931—1935).

## Биография
Иван Горбачевский родился 5 мая 1854 года в селе Зарубинцы в семье грекокатолического священника Якова Горбачевского герба Корчак. У него был младший брат Антон, который стал юристом и политическим деятелем. По окончании Тернопольской гимназии в 1872 году Иван Горбачевский изучал врачебную химию на медицинском факультете Венского университета. В 1875 году он начал работать лаборантом-демонстратором, а позднее — ассистентом кафедры медицинской химии в Институте профессора Людвига при Венском университете.
В 1877 году И. Горбачевский с отличием окончил университет и начал заниматься научными исследованиями в Химическом, а со временем в Физическом институтах Вены. Научные эксперименты принесли ему общеевропейское признание.
С 1883 по 1917 год по приглашению ректората Иван Яковлевич был профессором кафедры фармакологии Карлового университета в Праге. Тут он продолжил опыты, начатые в Вене, став основателем и первым директором Института медицинской химии и биологии при университете, который работает и ныне. Горбачевский четыре раза переизбирался деканом медицинского факультета, а с 1902 по 1903 год был ректором Карлового университета.
В 1906-1917 годах Горбачевский был членом Наивысшего государственного санитарного совета в Чешском королевстве, с 1908 года — член Палаты господ австро-венгерского парламента. В 1917—1918 годах — первый австро-венгерский министр здравоохранения (первый в мире министр здравоохранения). Он был советником цесарского двора и членом Королевского чешского научного общества (позднее — Чешской академии наук).
И. Горбачевский стал одним из организаторов в 1919 году Украинских университетских курсов, которые позднее были реорганизованы в Украинский свободный университет (УСУ). Официальное открытие его состоялось 17 января 1921 года в Вене, а в октябре университет перевели в Прагу. В 1924 году Горбачевский был избран ректором Украинского свободного университета, он переизбирался на эту должность пять раз. Иван Горбачевский избирался также почётным доктором права и почётным профессором. Заведовал кафедрами химии в УСУ и в Украинском высшем педагогическом институте им. Драгоманова. Был также профессором Украинского техническо-хозяйственного института, Украинской хозяйственной академии в Подебрадах, председателем номенклатурной химической комиссии при этой академии.
В 1924 году как ректор Украинского свободного университета при участии профессоров И. Горбачевский организовал в Праге Музей освободительной борьбы Украины. В 1939 году Иван Горбачевский был избран Почётным главой Комитета обороны Карпатской Украины.
Умер Иван Яковлевич 24 мая 1942 года в Праге; похоронен на малом кладбище святого Маттея в Шарце под Прагой.

## Научная деятельность
Научная деятельность Ивана Горбачевского была чрезвычайно разнообразной. Он работал как биохимик-гигиенист, эпидемиолог, сделал свой вклад в судебную медицину, токсикологию. Он является автором свыше 60 научных работ преимущественно экспериментального характера по биологической химии, свыше 100 научных разработок в области санитарии, которые характеризуются новым подходом к решению различных медицинских проблем. Его четырёхтомным учебником «Lekářská chemie» (1904—1908) до сих пор пользуются чешские студенты-медики. Свою первую научную работу «О вестибулярных нервах» он опубликовал в 1874 году, ещё будучи студентом.

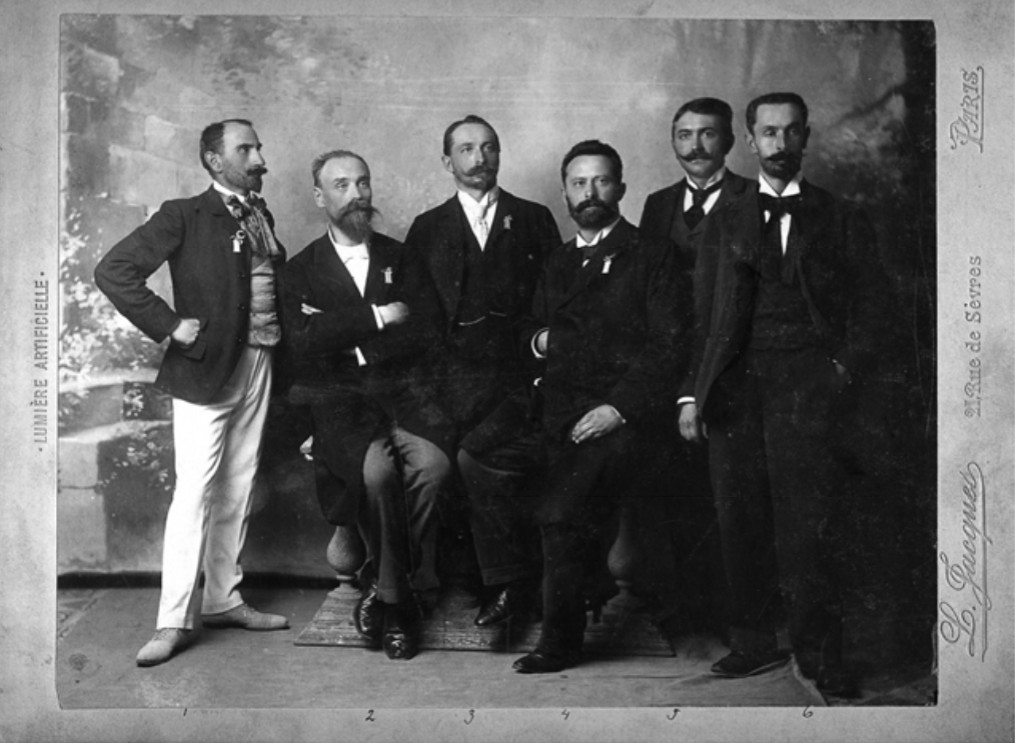
Делегаты XIII Международного конгресса врачей. Париж, 1900 г. Слева направо: Владимир Сименович, Иван Горбачевский, Е. Кобринский, В. Кобринский, Теофил Гвоздецкий, В. Шмигельский

В 1882 году Иван Яковлевич сделал большое научное открытие — впервые в мире осуществил синтез мочевой кислоты из глицина. В дальнейших исследованиях он установил источник и пути её образования в человеческом и животном организмах. В 1885 году ему удалось получить метилмочевую кислоту из метилгидантоина и карбамида. В 1886 году он предложил новый метод синтеза креатина, а в 1889-1891 годах открыл фермент ксантиноксидазу. Иван Горбачевский одним из первых указал, что аминокислоты являются составляющими белков. Его заслугой стало также то, что он предложил новую методику определения вместительности азота в моче и других веществах.
В 1898 году его научная деятельность была отмечена наивысшей наградой Австро-Венгрии — орденом Железной короны.
Ещё с 1899 года Горбачевский был действительным членом Научного общества имени Тараса Шевченко (НТШ) во Львове, позднее — почётным членом математически-природописно-лекарственной секции, а в 1911—1918 годах — её главой. Занимался организацией фармакологической комиссии НТШ. В 1910 году он был избран почётным президентом Украинского фармакологического общества.
В 1900 году он возглавлял делегацию на Всемирном медицинском конгрессе в Париже, где его избрали вице-президентом и президентом химической секции.
В 1923 году учёный опубликовал в «Украинском медицинском вестнике» работу, посвящённую вопросу украинской химической терминологии. Он подготовил также два тома учебника органической и неорганической химии на украинском языке, из которых первый том — «Органическая химия» был опубликован в Праге в 1924 году, а второй остался в рукописи. В 1925 году за значительные научные заслуги учёный был избран академиком Всеукраинской академии наук в Киеве и приглашён преподавать химию в Харьковском университете (УССР), но из-за преклонного возраста учёный отказался. Горбачевский был организатором первого (1926) и второго (1932) украинских научных съездов в Праге.

## Награды
- Орден Железной короны (1898)

## Память
- Имя Ивана Яковлевича Горбачевского носят Тернопольский государственный медицинский университет и школа в родном селе.
- Именем учёного названа улица во Львове, где установлена мемориальная доска.

## Галерея

Памятник Ивану Горбачевскому в Тернополе
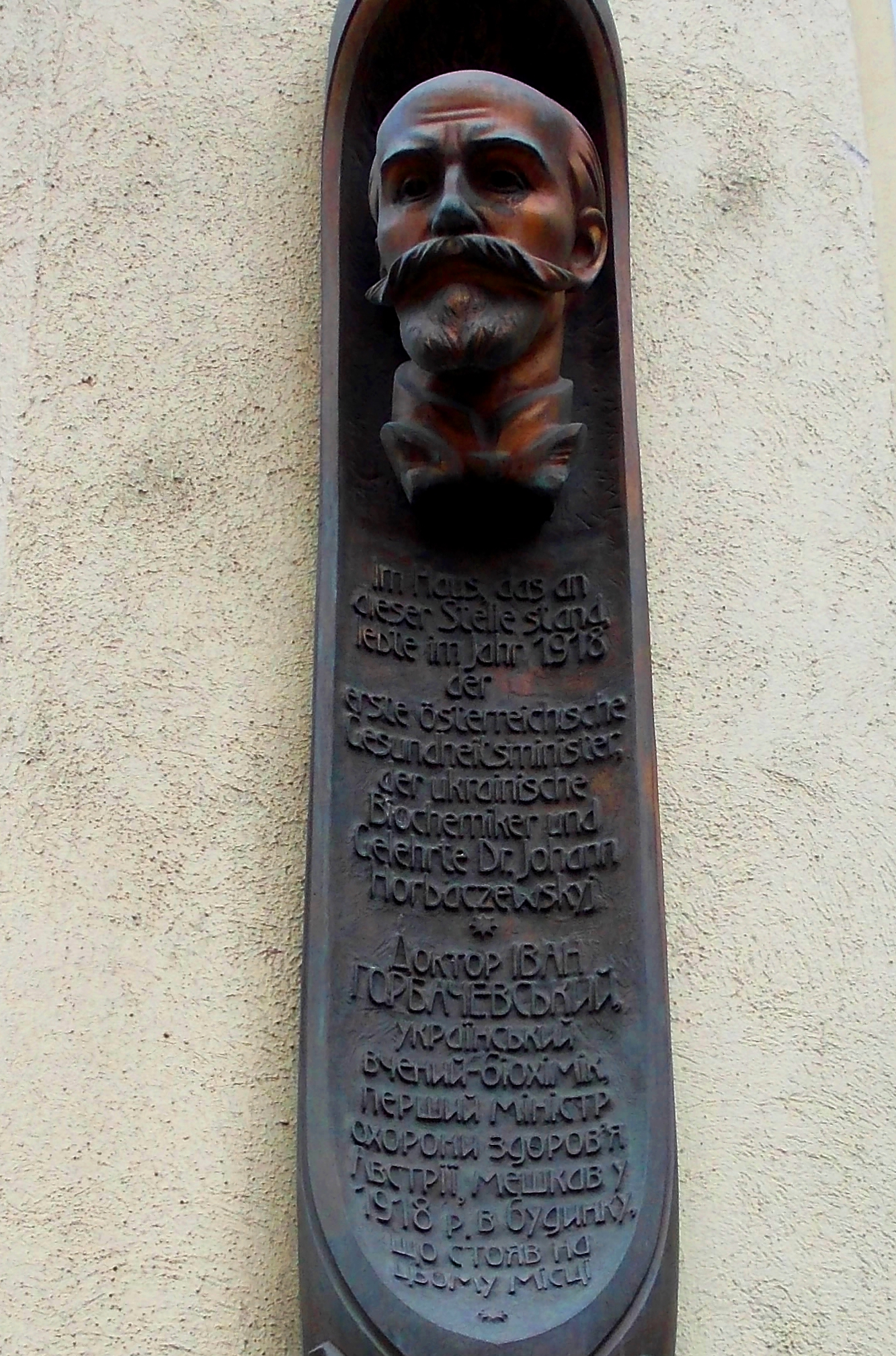
Мемориальная доска Ивану Горбачевскому в Вене
Мемориальная доска Ивану Горбачевскому в Тернополе